# Grury
Grury – miejscowość i gmina we Francji, w regionie Burgundia-Franche-Comté, w departamencie Saona i Loara.
Według danych na rok 1990 gminę zamieszkiwało 770 osób, a gęstość zaludnienia wynosiła 17 osób/km² (wśród 2044 gmin Burgundii Grury plasuje się na 308. miejscu pod względem liczby ludności, natomiast pod względem powierzchni na miejscu 48.).